# دوجلس بير
دوجلس بير (بالإنجليزية: Douglas Barr)‏ هو كاتب سيناريو وممثل أمريكي، ولد في 1 مايو 1949 بسيدار رابيدز في الولايات المتحدة.

## وصلات خارجية
- دوجلس بير على موقع IMDb (الإنجليزية)
- دوجلس بير على موقع ألو سيني (الفرنسية)
- دوجلس بير على موقع أول موفي (الإنجليزية)
- دوجلس بير على موقع قاعدة بيانات الأفلام السويدية (السويدية)
- دوجلس بير على موقع قاعدة بيانات الفيلم (الإنجليزية)
- دوجلس بير على موقع كينوبويسك (الروسية)